# Răpirea tatălui
Răpirea tatălui (engleză Dadnapped) este un film original de Disney Channel, care și-a făcut premiera pe 16 februarie 2009 în Statele Unite. În România, premiera a avut loc pe 2 ianuarie 2010, la Disney Channel.
În rolurile principale se regăsesc actori din serialele originale Disney Channel.

## Rezumat
Melissa Morris (Emily Osment) încearcă să-i atragă atenția tatălui său, un autor de succes preocupat de cariera lui. Aceasta trăiește în umbra personajului Tripp Zoome (Jonathan Keltz), erou din romanele polițiste ale tatălui său. Înainte de o vacanță între tată și fiică, Neil este răpit de niște fani pasionați seria Zoome, Wheeze (David Henrie), fratele său mai mic, André (Moises Arias), și prietenul lor (Denzel Whitaker), pentru a câștiga competiția „Ești cel mai Zoome?”. Astfel, Melissa pornește în căutarea lui. Dar, după ce își recuperează tatăl, cei doi ajung să fie răpiți din nou de managerul hotelului, Merv (Jason Earles) și de frații Maurice (Phill Lewis) și Skunk (Charles Halford). Wheeze, André și Sheldon încearcă s-o salveze pe Melissa și pe tatăl ei.

## Distribuție
| Rol            | Actor           |
| -------------- | --------------- |
| Melissa Morris | Emily Osment    |
| Wheeze Jensen  | David Henrie    |
| Merv Kilbo     | Jason Earles    |
| Tripp Zoome    | Jonathan Keltz  |
| André Jensen   | Moisés Arias    |
| Sheldon        | Denzel Whitaker |
| Maurice Jensen | Phill Lewis     |
| Skunk Jensen   | Charles Halford |
| Neil Morris    | George Newbern  |
| Debbie         | Jennifer Stone  |

## Recepții
În Statele Unite, filmul a atras în fața televizoarelor 4,6 milioane de telespectatori, depășind filmul produs de Nickelodeon Spectacular!, care a avut premiera în aceeași zi.
În ciuda succesului comercial și reacțiilor pozitive ale fanilor, filmul a fost primit negativ de către critici.